# Schlacht von Toulouse (721)
Rio Guadalete – Toulouse – Covadonga – Tours und Poitiers – Avignon – Berre
In der Schlacht von Toulouse am 9. Juli 721 schlugen die Franken unter dem Befehl von Eudo, dem Herzog von Aquitanien, ein Heer der Sarazenen. Deren Anführer as-Samh ibn Malik al-Chawlani, der Statthalter von Al-Andalus, kam dabei ums Leben.

## Vorgeschichte
Nachdem die Sarazenen das iberische Königreich der Westgoten erobert hatten, begannen sie damit, ihre Militäroperationen nach Südostfrankreich auszudehnen. Der Gouverneur as-Samh ibn Malik al-Chawlani fiel im Jahr 719 mit einem Heer von mehreren tausend Mann in Septimanien ein und eroberte unter anderem die Hafenstadt Narbonne.
Der für diesen Teil der Grenze zuständige Eudo von Aquitanien verfügte nicht über die nötigen Truppen, um die Invasoren zu bekämpfen, da die besten Krieger aus Austrasien unter dem Befehl des Hausmeiers Karl Martell in einer kriegerischen Auseinandersetzung mit den Sachsen gebunden waren. Eudo war somit gezwungen, Soldaten aus dem ganzen Fränkischen Reich zu Hilfe zu rufen. Sein Heer bestand schließlich aus Soldaten aus Burgund, Neustrien, Aquitanien und dem Baskenland.

## Schlacht
Da er nun an der Spitze eines großen Heeres stand, konnte Eudo zum Gegenangriff übergehen und der belagerten Stadt Toulouse zu Hilfe eilen. Am 9. Juli 721 trafen die beiden Heere vor Toulouse aufeinander. Die Franken nutzten den Überraschungseffekt und griffen die Sarazenen mit ihrer Kavallerie an deren Flanke an. Die Kämpfe führten zu einer vollständigen Niederlage der Sarazenen. Die überlebenden Araber wurden mehrere Kilometer verfolgt. As-Samh ibn Malik al-Chawlani wurde während der Schlacht getötet. Zeitgenössische Quellen sprechen von 3750 getöteten Sarazenen.

## Folgen
Vor dem Sieg von Karl Martell in Poitiers gelang es Eudo bereits, den Vormarsch der Araber ins Frankenreich zu verlangsamen. Für die arabischen Chronisten war diese Niederlage schlimmer als diejenige von Poitiers.
1874 wurden bei Ausgrabungen ein Pferd und ein Reiter gefunden, was die Existenz dieser Schlacht bestätigte.